# Chaetopleura unilineata
Chaetopleura unilineata är en blötdjursart som beskrevs av Eugène Leloup 1954. Chaetopleura unilineata ingår i släktet Chaetopleura och familjen Ischnochitonidae. Inga underarter finns listade i Catalogue of Life.